# 豊臣氏
豊臣氏（とよとみうじ、とよとみし、旧字体：豐臣氏）は、日本の氏族のひとつ。姓（カバネ）は朝臣。
天正13年（1585年）に正親町天皇から羽柴秀吉に下賜され、これにより秀吉は関白叙任の際に得ていた藤原の氏を豊臣に改めた。この氏は豊臣政権における大名統制の手段として用いられ、有力大名の官位叙任では家伝の姓は無視され基本的に豊臣氏が用いられた。

## 豊臣氏の誕生
秀吉は木下氏の出身であるが、家系は平氏を称していた。これは主君・織田信長を模倣したものと考えられており、たとえば『公卿補任』の天正11年（1583年）の項に「従四位下参議」としてはじめて記載されて以降、関白になる直前の天正13年（1585年）の「正二位内大臣」まで、その氏名は一貫して「平秀吉」と記されている。
その後、天正13年（1585年）7月、関白叙任に際し前関白近衛前久の猶子となり、氏を平から藤原に改める。
そして翌天正14年、いよいよ秀吉はその氏を「豊臣」と改める。秀吉が自らの右筆である大村由己に執筆させた『任官之事』（別名『関白任官記』）では「古姓を継ぐは鹿牛の陳跡を踏むがごとし」と単純な前例踏襲は拒否することを述べ「われ天下を保ち末代に名あり。ただ新たに別姓を定め濫觴たるべし」として、秀吉は特別に傑出した人物であるから源平藤橘にならぶ第五の新しい氏を創始できるのだ、と高らかに宣言している。
改姓の厳密な時期については明確でない。局務押小路家に伝来した『押小路家文書』には「請う、藤原姓を以て豊臣姓に改めんことを」云々と記す秀吉の上奏文と、これに応えた天正13年（1585年）9月9日付の改姓を許可する宣旨が残されている。一方『公卿補任』では、天正14年（1586年）の項に、秀吉について「藤秀吉」（藤原秀吉）と記載したうえで「ーー藤原姓を改め豊臣姓となすと云々」と注している。「ーー」とは「月日不明」という意味である。これによれば、改姓は天正14年（1586年）になってから行われたことになる。『公卿補任』で秀吉が「豊秀吉」（豊臣秀吉）となるのは天正15年（1587年）からである。実は、秀吉の官位叙任については、天正10年（1582年）10月3日の任左近衛少将、天正11年（1583年）5月22日の任参議など、そのことを示す文書は残っているものの、あとから日付を仮構して偽作したとされているものが少なくない。当時の秀吉にとっては日付を操作して文書を偽作することは常套手段であった。また公家たちにとっても、天皇に日付をさかのぼった文書の発給を求めることは半ば日常的なことであった。『押小路家文書』の上奏文と宣旨も同様の性質のものとみなされている。実際に秀吉が藤原氏から豊臣氏に改めたのは、天正14年（1586年）12月19日の太政大臣任官を契機としているものとみるのが通説である。

## 豊臣姓の特権的地位
藤原氏に代わる新たな摂関家の氏として創始された豊臣姓は、この政権における官位叙任ではまさしく特権的に扱われた。秀吉は機会あるごとに、家臣だけでなく陪臣にまで広範囲に豊臣の氏を与えていった。豊臣政権下における官位叙任は秀吉の意志がすべてである。秀吉から口頭で官位叙任を告げられれば、その場ですぐにその官位を正式に名乗ることもできた。秀吉が戦争のために京都を離れている時期に、そのような例がしきりに見られる。朝廷は単にそれを追認して事後に宣旨・口宣案などの官位叙任文書を作成するにすぎなかったが、その文書には、本人の本姓が源氏であろうと藤原氏であろうと、一律にすべて「豊臣朝臣某」という名が記載されることになっていたのである。豊臣氏はこうして膨大な数の構成員を獲得していくことになった。なお、豊臣改姓は叙位任官をきっかけに行われるのが通例とされていたため、その機会に恵まれなかった場合には秀吉に長く仕えていても豊臣姓が与えられない者も存在していた。秀吉が豊臣氏を称する前に叙位任官を受け、その後一度も昇叙転任の機会を得なかったまま関ヶ原の戦いを迎えた石田三成（藤原朝臣）がその稀なケースに該当する。勿論、三成が関ヶ原の戦いで刑死せずに昇叙転任の機会を得た場合には豊臣姓が与えられ、三成の子供が成人して叙位任官を受けた時にも豊臣姓が与えられたと思われる。
秀吉は豊臣姓を与えられる以前から、織田家臣時代に同輩であった大名や新たに服属した大名に羽柴の名字を与えることで擬制的な一族を編成しようとしたが、彼らの姓は藤原氏や源氏、平氏が混ざっており、同じ姓を称するという本来の一族のあり方とは大きく異なるものであった。秀吉自身、最初は平氏、関白就任後は藤原氏を称していたが、羽柴を称する者の姓を平氏や藤原氏で統一しようとしても既に大勢存在する他の平氏や藤原氏の中に埋没してしまい、特に後者は摂関家をはじめとする多くの公家が名乗る姓であった。秀吉は他の摂関家との差別化を明確にしつつ自己の権威を高めるために自らを頂点とする新たな姓として豊臣氏を創出したのである。

## 改姓における豊臣氏と羽柴姓への誤解
秀吉が「羽柴」という苗字をやめて代わりに「豊臣」を名乗ったとする誤解がある。
氏と苗字はそれぞれ独立かつ併用されるものであり、豊臣と羽柴も併用されたと考えられる。「羽柴」が名字（苗字）でありいわば私的な名乗りである一方、「豊臣」は朝廷の手続きを経て天皇から下賜される本来の氏である。氏と苗字は根本的に異なり並び立つものである。秀吉が「豊臣」に改めたのは関白叙任の際に得ていた「藤原」の氏であり、苗字は改めた記録が見当たらず従って羽柴のままであったと考えられる。つまり関白羽柴内大臣藤原朝臣秀吉殿下から関白羽柴内大臣豊臣朝臣秀吉殿下へあらためられたと考えられる。
江戸時代以降の豊臣氏の子孫らも、豊臣の氏と合わせて秀吉の旧姓である「木下」を称し続けている。
しかしながら羽柴を豊臣に替えたとする誤解は一般に広く浸透している。たとえば国民的歴史作家とされる司馬遼太郎も著書『豊臣家の人々』のなかで「羽柴の姓を豊臣に改め」などと記述している。

## 秀吉死後の豊臣氏
豊臣氏の拡大は、秀吉が個人的な権力により官位叙任権を独占し、同時に官位叙任文書の内容を意のままに改変できたことに基づくものであり、慶長3年（1598年）に秀吉が死去すると当然その拡大は停止し逆に縮小に向かった。徳川家康とその一門が「羽柴」の名字と「豊臣」の氏の使用をやめ、慶長8年（1603年）には家康が「新田」・「徳川」などの名字を称し「源朝臣家康」として征夷大将軍となったのは周知のとおりである。しかし、家康は、この段階ではまだ、生前の秀吉のように官位叙任権を排他的に独占するにはいたっていない。秀吉の後継者で羽柴宗家の当主である秀頼は、大坂城によりながら、自らの直属家臣に対する官位叙任を相変わらず独自に続けていた。また、諸大名が羽柴の名字や豊臣の氏を使用するかしないかは、基本的に本人の判断にゆだねられたままであった。
たとえば、家康の将軍任官と同じ慶長8年（1603年）、池田輝政が右近衛権少将に任じられているが、これは「豊臣朝臣輝政」としての任官である。また同慶長8年（1603年）山内一豊が従四位下に叙せられ、土佐守に任じられているが、これも「豊臣朝臣一豊」としての叙任である。また、これも慶長8年（1603年）のこと、加藤清正は関ヶ原の戦いの恩賞として肥後一国を一円領有するに当たり、主計頭から肥後守へ改めただけでなく、同時にそれまでの「平朝臣清正」から「豊臣朝臣清正」に改めている。いわゆる“豊臣恩顧”の大名の代表格でもあり、秀吉の親戚である清正は別として、輝政は家康の女婿であり、一豊は「小山評定」の逸話で著名な親徳川派であるが、この件では特に家康への遠慮のようなものは見いだせない。
その後も、池田輝政の長男輝直（後の利隆）、加藤清正の次男清孝（忠正）、福島正則の次男忠清（後の忠勝）など、豊臣氏の再生産は続いている。福島忠勝の例では、諱では将軍徳川秀忠の偏諱を与えられており、明らかに江戸幕府を通じての官位叙任であるにもかかわらず、幕府は豊臣の氏の使用を阻止できないでいる。秀頼がなお健在であるという前提があるとはいえ、秀吉が達成した既成事実は大きく重いものとして幕府にのしかかっていた。
ここで問題になるのは、秀吉の後継者となった豊臣秀頼の扱いである。秀吉の死後に秀頼が羽柴宗家の家督を継いでいるが、当時はまだ権中納言に過ぎなかった。氏長者は原則として上首（官位が最も高い者）が任じられることになっているため、この原則に従えば秀吉が亡くなった時に従二位権中納言である秀頼ではなく、正二位内大臣である徳川家康の方が豊氏長者の有資格者ということになってしまう。また宇喜多秀家も位階は秀頼より下であるが秀吉の養子であった上に秀頼よりも先に従三位権中納言へ昇進しているため、秀頼よりも上位の有資格者であった（勿論、家康や秀家以外にも秀頼よりも先に納言級に上がった豊臣姓の者は複数存在しており、彼らも秀頼よりも上位の資格者と解することが出来る）。実際に秀頼が秀吉死後に豊氏長者に任じられたとする記録は見つかっていない。ただし、豊臣政権が存続していれば、将来的には秀頼が豊氏長者に就く構想があったと思われ、秀吉の死後は五大老らが秀頼の名で官位推挙を行っている。だが、その後の関ヶ原の戦いなどの政治的混乱から最終的には秀頼は豊氏長者に任じられなかった可能性が高いと考えられている。

## 江戸時代の豊臣氏
慶長20年（1615年）7月に大坂の陣で大坂城の羽柴宗家（豊臣家）が滅亡すると、それまで羽柴の名字や豊臣の氏の公称を続けていた大名たちは一斉にその使用をやめている。たとえば福島正則の福島家では、羽柴から福島に名字を改めるとともに、旧姓の平氏ではなく新たに藤原氏に改めている。これは特に幕府から禁止されたということではなく、宗家の滅亡にともなって自然消滅とみなされたものらしい。
ただし、秀吉の正妻高台院の兄弟たちおよびその子孫たちは、羽柴から木下に名字を改めたものの、豊臣の氏はそのまま名乗り続けている。『寛政重修諸家譜』には、豊臣を本姓とする大名家として、備中足守25,000石の木下家と豊後日出25,000石の木下家の2軒、同じく旗本として、足守木下家の分家1軒と日出木下家の分家2軒を掲載する。このうち木下利次は、高台院の養子となり、豊臣氏（羽柴家）の祭祀を継承することが許されている。
また、朝廷の地下官人のうち、かつての滝口武者を再興した「滝口」36軒があったが、そのうちの1軒である木下家は本姓を豊臣氏と称していた。この家は、明和5年（1768年）に木下秀峯が滝口に補せられたのを創始とする。秀峯は当初「しげみね」と名乗っていたが、安永7年（1778年）に「ひでみね」と改めた。あきらかに「秀吉」を意識した諱であるが、秀峯の前歴・系譜関係などは不明である。秀峯－秀時－秀敬－秀邦－秀幹－秀有と相承して幕末に至る。衛府の志（さかん）から尉（じょう）を経て諸国の国司（おおよそ介まで）となるのを極官とした。極位は正六位下であった。さらに、「滝口豊臣秀時（秀峯の子）」の子に佐野秀孝（極位極官は文政8年（1826年）12月19日時点で正六位下・雅楽少允）が、秀孝の子には佐野秀富（極位極官は弘化3年（1846年）4月18日時点で正六位下・雅楽少允）がいた。
加えて、『地下家伝』によれば、山本正綱は内蔵寮官人・豊臣信易と長井宗信女との間に生まれた子であり、氏は豊臣・大江であったとされる。正綱は、延宝7年（1679年）9月20日に生まれ、寛保3年（1744年）に辞官する際には従六位下・修理大属であった。先祖については、「家記依焼失先祖年序不相知候」とあり、家記が火災によって燃えたために不明であったという。正綱の子孫は利房－正興－正芳－正安と続き、正安は垣内氏と改姓した上で正武－匡雄－匡幸－匡久－匡盛と続いた（参考 : 地下家の一覧）。
『寛政重修諸家譜』によれば、伏屋氏も江戸時代に豊臣氏を名乗っている。
その後、明治時代に「氏」制度が廃止されるまで、新たな氏は創設されることはなかった。華族の宗族制では、足守・日出の両木下家が「豊臣朝臣・肥後守俊定裔」として第75類に分類されている。豊臣朝臣は皇別・神別・外別のいずれのカテゴリーにも含まれておらず、同様の扱いを受けたのは琉球国王であった尚家だけであった。

## 豊臣氏の組織
すでに平安時代には解体し形骸化していた氏であるが、藤氏長者・源氏長者などの役職、氏爵などの慣習が儀礼的に存続していた。秀吉も、関白に就任するにあたり、それに付随するものとして藤氏長者を兼ねている。豊臣氏もこれを引き継ぐかたちで氏長者を設置している。「豊氏長者」（ほうしのちょうじゃ）である。天正19年（1591年）12月、秀吉が養子羽柴秀次に関白を譲った際に、関白職任命にともなって作成された各種官位叙任文書が『足守木下家文書』に伝来しているが、そのなかに「関白内大臣、よろしく豊氏長者たるべし」云々と秀次を豊氏長者に補任する内容を持つ宣旨が含まれている。秀吉の関係文書には同様のものは見当たらないが、秀吉の官位推挙には実質においては権門（武家関白）による推挙でありながら手続としては氏長者としての氏爵推挙の要素が含まれていたと考えられ、豊氏長者としての「氏族的権威」・羽柴宗家家督としての「家父長的権威」・関白としての「国制的権威」の3点を合わせもって全ての武家の上に君臨したと考えられている。
なお、豊氏長者は、同時に藤氏長者の地位と権限をも掌握していた。秀吉は関白に就任する際、近衛家に対して、将来的には前久の子息信輔に関白職を返す約束をしたというが、秀吉はこれを反故にしただけでなく、それまで摂家のものであった藤氏長者までも奪ったのである。そのことを誇示するように、秀吉は豊臣に改姓したあとの天正16年（1588年）1月に、藤原氏の氏神春日社の最高責任者の一人である正預職の任命権を行使している。また、同天正16年（1588年）12月には、藤原氏の始祖藤原鎌足を祀る多武峯寺に、弟羽柴秀長の居城のある郡山への遷宮を命じ、実行に移している。このとき用いられた命令文書は、本来は藤原氏の大学別曹である勧学院の別当（弁官が務めることから弁別当といい、また「南曹弁」ともいう）が氏長者の意志を奉じて発給する奉書である長者宣（藤氏長者宣）であり、時の南曹弁は、藤原北家勧修寺流に属する右中弁中御門資胤であった。秀次の関白就任にあたっても、上述の豊氏長者に補する宣旨のほか、藤氏長者を意味する「氏長者」に補す旨の宣旨が別途作成されている。

## 豊臣姓を称した者のリスト（暫定）
村川浩平「羽柴氏下賜と豊臣姓下賜」の「豊臣姓一覧表」、同「天正・文禄・慶長期、武家叙任と豊臣姓下賜」より被下賜者を年代順に並べた。なお、豊臣氏の氏長者及びそれに準じる立場の豊臣秀吉・豊臣吉子（高台院）・豊臣秀頼の3名は村川作成の表には含まれていない。また、豊臣姓を名乗ったとされることが多い佐竹義宣・里見義康・鳥居忠政・山口正弘については、村川は信憑性が低いとして表から除いている。また、徳川家康の下賜の時期についても諸説あるため、記載されていない。
| 下賜年   | 下賜された人物 |
| -------- | --- |
| 1586年   | 豊臣秀長、豊臣秀次、宮部長煕、雀部重政、溝口秀勝、井伊直政、榊原康政、高力清長、大久保忠隣 |
| 1587年   | 宇喜多秀家・森忠政 |
| 1588年   | 羽柴秀勝、木下勝俊、結城秀康、稲葉貞通、池田輝政、織田長益、織田信秀、蒲生氏郷、京極高次、筒井定次、丹羽長重、長谷川秀一、蜂屋頼隆、細川忠興、堀秀政、前田利家、前田利長、毛利秀頼、波多親、大友義統、最上義康、上杉景勝、立花宗茂、龍造寺政家、吉川広家、小早川隆景、毛利輝元、粟屋元貞、堅田元慶、口羽春長、国司元蔵、島津義弘、林就長、福原元俊、穂田元清、三浦元忠、渡辺長、直江兼続、赤川元房、色部長真、萩田長茂 |
| 1589年   | 鍋島直茂、内藤政長、大友義述、大宝寺義勝、小早川秀包、粟屋元吉、児玉元次、出羽元蔵、平佐元貞、鍋島勝茂、須田満親 |
| 1590年   | 富田知信、朽木元綱、堀秀治、之孝、忠長 |
| 1591年   | 小早川秀秋、豊臣秀保、駒井重勝、堀親良、東義久、宣武、吉勝。 |
| 1592年   | 浅野長政、福智政直、柴田勝政、松野重元、毛利秀元、佐野信吉、成直。 |
| 1593年   | 石田正澄、前田利政、山中長俊、柳沢元政 |
| 1594年   | 長束直吉、今枝重直、戸田重治、津田重久、加藤貞泰、中川秀成、生駒直勝、上田重安、宇都宮国綱、真田信繁、政春、直正、満一 |
| 1595年   | 小笠原秀政、奥平家昌、内藤清成、松井康重、三浦重成、二宮就辰、毛利元康、宍戸元次 |
| 1596年   | 小出秀政、宮城定勝、田丸直昌、富田景政、山高親重、永井直勝、伊達秀宗、阿部正勝、毛利元政、平賀元相、榎本元吉、熊谷元直、益田元祥、関一政、宗信、土佐守政長 |
| 1597年   | 福原長成、吉田忠文、佐久間政実、寺西是成、分部光嘉、水野忠重、徳川秀忠、五島玄雅、宇喜多秀徳、石川三長、伊賀守政長、長治、賢忠、宗保、盛吉、長則 |
| 1598年   | 平野長泰、武吉（村上武吉ヵ） |
| 1599年   | 伊東祐兵、大村喜前、相良頼房、大須賀忠政、毛利秀就、元次、重成 |
| 1600年   | 有馬慶氏、忠能 |
| 1602年   | 福島正則、吉田保三 |
| 1603年   | 加藤清正、蜂須賀至鎮、生駒一政、山内一豊 |
| 1604年   | 堀尾吉晴 |
| 1605年   | 片桐且清、津田正勝、佐々正重、池田利隆、吉元 |
| 1606年   | 加藤清孝 |
| 1612年   | 寺沢忠晴、松浦隆信 |
| 1614年   | 片桐孝利、速見則守、大野頼直、土橋景明 |
| 年代不明 | 青山宗勝、生駒利豊、稲葉典通、奥村永福、片桐且元、 木下家定、来島通総、前田秀則 |